# Zabavni park
Zabavni park naziv je za parkove koji pružaju zabavne sadržaje, vožnju i druga zbivanja većem broju ljudi. Zabavni park je mnogo složeniji od igrališta ili gradskog parka, jer ima sadržaje koje nisu ciljani na samo uske starosne skupine, nego za sve njih.

## Povijest
Davne preteče današnjih velikih zabavnih parkova bili su srednjovjekovni sajmovi održavani po nekoliko dana, s atrakcijama ondašnjeg svijeta; prikazanjima relikvija i čuda iz života svetaca, egzotičnim životinjama i sličnim stvarima. Sajmovi su uz neke novine (putujuća kazališta, cirkusi, akrobati i snagatori) ostali mjesta zabave sve do početka 19., a negdje i do polovice 20. stoljeća.
Pravi procvat zabavni parkovi doživjeli su krajem 19. stoljeća, a poticaj su im bile prve svjetske izložbe koje su privukle ogroman broj posjetitelja.
Tako je nakon Svjetske izložbe u Beču 1873. na istom prostoru izrastao zabavni park Prater, s vrtuljcima, streljanama i sličnim ondašnjim velikim atrakcijama.
Nakon Svjetske izložbe održane u Chicagu 1893., kad je kao atrakcija izložen divovski kotač-vrtuljak, nastao je val osnivanja zabavnih parkova, čiju su izgradnju financirale trolejbuske kompanije kako bi povećale broj putnika vikendom. Najpoznatiji park iz tog vemena bio je onaj na newyorškom Coney Islandu.
Nakon Drugog svjetskog rata i izgradnje prvog Disneylanda, počela je prava utrka u izgradnji što većih i što skupljih parkova, jer su jedino oni mogli zadovoljiti ukus sve izbirljivije i razmaženije publike. Neki primjeri: Disneyland (Pariz), Efteling, Gardaland.